# Aire d'attraction de Bagnères-de-Bigorre
L'aire d'attraction de Bagnères-de-Bigorre est un zonage d'étude défini par l'Insee pour caractériser l’influence de la commune de Bagnères-de-Bigorre sur les communes environnantes. Publiée en octobre 2020, elle se substitue à l'aire urbaine de Bagnères-de-Bigorre, qui comportait 15 communes dans le dernier zonage qui remontait à 2010.

## Définition
L’aire d’attraction d'une ville est composée d’un pôle, défini à partir de critères de population et d’emploi ainsi que d’une couronne constituée des communes dont au moins 15 % des actifs travaillent dans le pôle. Le pôle d’attraction constitue ainsi un point de convergence des déplacements domicile-travail,.

## Type et composition
L’aire d'attraction de Bagnères-de-Bigorre est une aire intra-départementale qui comporte 21 communes dans les Hautes-Pyrénées.
Elle est catégorisée dans les aires de moins de 50 000 habitants, une catégorie qui regroupe 16,6 % de la population d'Occitanie et 12,2 % au niveau national.

### Carte

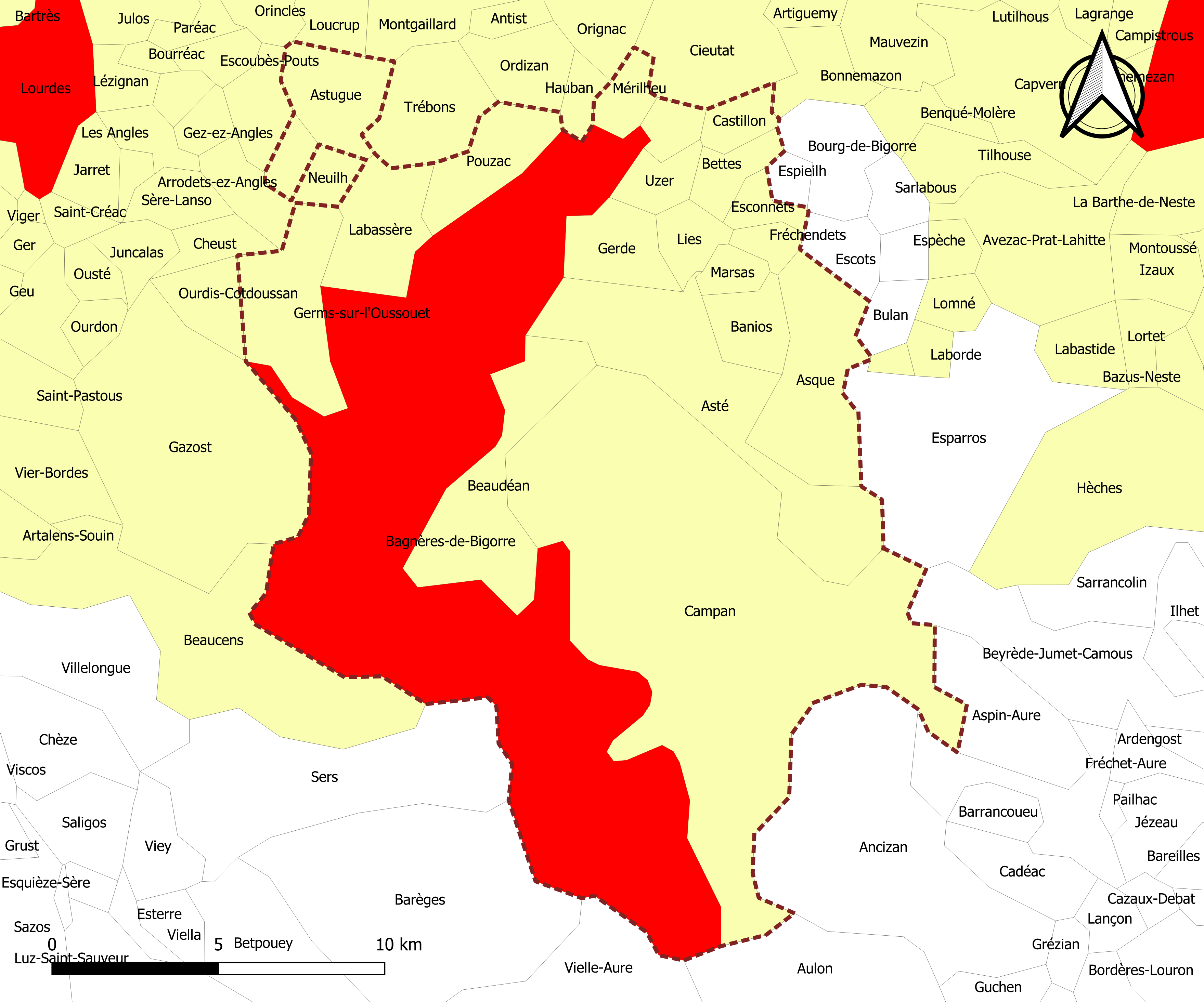
Carte de l'aire d'attraction de Bagnères-de-Bigorre.
Commune-centre
Commune de la couronne

### Composition communale
| Nom                                  | Code Insee | Département     | Statut                 | Superficie (km2) | Population (dernière pop. légale) | Densité (hab./km2) | Modifier                                    |
| ------------------------------------ | ---------- | --------------- | ---------------------- | ---------------- | --------------------------------- | ------------------ | ------------------------------------------- |
| Bagnères-de-Bigorre (commune-centre) | 65059      | Hautes-Pyrénées | commune-centre         | 125,86           | 7 060 (2022)                      | 56                 | modifier les données · modifier les données |
| Argelès-Bagnères                     | 65024      | Hautes-Pyrénées | commune de la couronne | 2,62             | 103 (2022)                        | 39                 | modifier les données · modifier les données |
| Asque                                | 65041      | Hautes-Pyrénées | commune de la couronne | 15,85            | 120 (2022)                        | 7,6                | modifier les données · modifier les données |
| Asté                                 | 65042      | Hautes-Pyrénées | commune de la couronne | 26,67            | 572 (2022)                        | 21                 | modifier les données · modifier les données |
| Astugue                              | 65043      | Hautes-Pyrénées | commune de la couronne | 7,96             | 265 (2022)                        | 33                 | modifier les données · modifier les données |
| Banios                               | 65060      | Hautes-Pyrénées | commune de la couronne | 5,26             | 65 (2022)                         | 12                 | modifier les données · modifier les données |
| Beaudéan                             | 65078      | Hautes-Pyrénées | commune de la couronne | 16,70            | 392 (2022)                        | 23                 | modifier les données · modifier les données |
| Bettes                               | 65091      | Hautes-Pyrénées | commune de la couronne | 3,38             | 60 (2022)                         | 18                 | modifier les données · modifier les données |
| Campan                               | 65123      | Hautes-Pyrénées | commune de la couronne | 95,41            | 1 264 (2022)                      | 13                 | modifier les données · modifier les données |
| Castillon                            | 65135      | Hautes-Pyrénées | commune de la couronne | 3,32             | 76 (2022)                         | 23                 | modifier les données · modifier les données |
| Esconnets                            | 65162      | Hautes-Pyrénées | commune de la couronne | 2,31             | 34 (2022)                         | 15                 | modifier les données · modifier les données |
| Fréchendets                          | 65179      | Hautes-Pyrénées | commune de la couronne | 2,02             | 31 (2022)                         | 15                 | modifier les données · modifier les données |
| Gerde                                | 65198      | Hautes-Pyrénées | commune de la couronne | 6,93             | 1 194 (2022)                      | 172                | modifier les données · modifier les données |
| Germs-sur-l'Oussouet                 | 65200      | Hautes-Pyrénées | commune de la couronne | 12,96            | 101 (2022)                        | 7,8                | modifier les données · modifier les données |
| Labassère                            | 65238      | Hautes-Pyrénées | commune de la couronne | 10,09            | 231 (2022)                        | 23                 | modifier les données · modifier les données |
| Lies                                 | 65275      | Hautes-Pyrénées | commune de la couronne | 3,66             | 74 (2022)                         | 20                 | modifier les données · modifier les données |
| Marsas                               | 65300      | Hautes-Pyrénées | commune de la couronne | 2,77             | 65 (2022)                         | 23                 | modifier les données · modifier les données |
| Mérilheu                             | 65310      | Hautes-Pyrénées | commune de la couronne | 3,38             | 232 (2022)                        | 69                 | modifier les données · modifier les données |
| Ossun-ez-Angles                      | 65345      | Hautes-Pyrénées | commune de la couronne | 2,14             | 57 (2022)                         | 27                 | modifier les données · modifier les données |
| Pouzac                               | 65370      | Hautes-Pyrénées | commune de la couronne | 7,58             | 1 108 (2022)                      | 146                | modifier les données · modifier les données |
| Uzer                                 | 65459      | Hautes-Pyrénées | commune de la couronne | 3,48             | 104 (2022)                        | 30                 | modifier les données · modifier les données |